# 小行星11225
小行星11225（11225 Borden）是一颗绕太阳运转的小行星，为主小行星带小行星。该小行星于1999年5月10日发现。

## 轨道参数
小行星11225的轨道半长轴为2.3661575 UA，离心率为0.109。